# رزمید (کالیفرنیا)
رزمید (به انگلیسی: Rosemead) شهری در شهرستان لس‌آنجلس، کالیفرنیا ایالت کالیفرنیا است که در سرشماری سال ۲۰۱۰ میلادی، ۵۳۷۶۴ نفر جمعیت داشته‌است.